# Clermont-Ferrand
Clermont-Ferrand város Franciaországban, Auvergne-Rhône-Alpes régióban. Puy-de-Dôme megye székhelye.

## Fekvése
A Francia-középhegységben, a Limagne völgyében fekszik.  A város körül vulkáni hegylánc található. A Puy-de-Dôme (13 km-re a várostól) a legmagasabb, amely híres az itt elhelyezett,  messziről látható antennákról.

## Történelem
A város már a római időben is lakott volt. Caesar Kr. e. 50-ben hódította meg a várost.
A 4. század óta püspöki székhely. Ekkor volt a város fénykora.
1095-ben II. Orbán pápa idején itt ülésezett a zsinat. Ekkor osztotta fel Franciaország területét 13 érsekségre és 315 püspökségre.
1248-ban kezdték el építeni a Notre-Dame-de-l’Assomption (Mária mennybemenetele) katedrálist.
1731-ben Clermont-Ferrand lett a város neve.

## Lakosság
A lakosság többsége katolikus. Clermont-Ferrand püspöki székhely. Két katolikus templom található a településen:
- Notre-Dame-du-Port Bazilika (román stílusú)
- Notre-Dame-de-l’Assomption katedrális (gótikus)

Ugyanakkor Franciaország legnemzetközibb városa. Talán a Michelin az oka ennek, de rengeteg külföldi is él a városban. Ezek között persze van magyar, 2009-ben kb. 20 magyar család volt kint, nagy részük Michelin dolgozó. A gyerekek leginkább a Massilon, illetve Riom iskolába járnak.
| Év   | Lakosság (fő) |
| ---- | ------------- |
| 1793 | 30 000        |
| 1800 | 30 000        |
| 1806 | 30 982        |
| 1821 | 30 010        |
| 1831 | 28 257        |
| 1841 | 35 152        |
| 1846 | 34 083        |
| 1851 | 33 516        |
| 1856 | 38 160        |

| Év   | Lakosság (fő) |
| ---- | ------------- |
| 1861 | 37 275        |
| 1866 | 37 461        |
| 1872 | 37 357        |
| 1876 | 41 772        |
| 1881 | 43 033        |
| 1886 | 46 718        |
| 1891 | 50 119        |
| 1896 | 50 870        |

| Év   | Lakosság (fő) |
| ---- | ------------- |
| 1901 | 52 933        |
| 1906 | 58 363        |
| 1911 | 65 386        |
| 1921 | 82 577        |
| 1926 | 111 711       |
| 1931 | 103 143       |
| 1936 | 101 128       |
| 1946 | 108 090       |

| Év   | Lakosság (fő) |
| ---- | ------------- |
| 1954 | 113 391       |
| 1962 | 127 547       |
| 1968 | 148 759       |
| 1975 | 156 763       |
| 1982 | 147 224       |
| 1990 | 136 181       |
| 1999 | 137 140       |
| 2006 | 138 992       |
| 2010 | 139 860       |

## A város közigazgatása
A városban 8 Quartiers, azaz kerület található:
1. Champratel
2. Croix de Neyrat
3. Fontaine du Bac
4. Herbet
5. La Gauthiere
6. La Plaine
7. Les Vegnes
8. Saint-Jacques

További 17 egyházközösség található még:
1. Aubière
2. Aulnat
3. Beaumont
4. Blanzat
5. Cebazat
6. Le Cendre
7. Ceyrat
8. Chamalières
9. Chateaugay
10. Cournon
11. Durtol
12. Gerzat
13. Lempdes
14. Nohanent
15. Perignat
16. Romagnat
17. Royat

## Gazdaság
Környéke ipari központ.

## Múzeumok
- L’Aventure Michelin

## Oktatás
- ESC Clermont Business School

## Közlekedése
A városban kötöttpályás busz is közlekedik.

## Clermont-Ferrand-ban születtek
- Blaise Pascal (1623-1662), matematikus, fizikus, filozófus
- Patrick Depailler (1944-1980), autóversenyző
- Lolo Ferrari (1963 vagy 1970-2000), táncosnő, színésznő
- Sylvain Legwinski (1973–), labdarúgó

## Testvérvárosai
- Aberdeen, Skócia
- Salford, Anglia
- Regensburg, Németország (1969)
- Homel (Gomel), Fehéroroszország
- Oviedo, Spanyolország
- Braga, Portugália
- Norman USA